# Стадіон ФК «ВіОн»
Стадіон ФК «ВіОн» (словац. Štadión FC ViOn) — футбольний стадіон у місті Златі Моравці, Словаччина, домашня арена ФК «ВіОн».
Стадіон побудований та відкритий 1998 року. До 2007 року мав потужність 550 глядачів. Під час реконструкції 2007 року розширений до 5 000 місць, 3 300 з яких є сидячими. У 2014 році здійснено реконструкцію арени, у результаті якої вона обладнана новими системами освітлення та підігріву поля, турнікетами.  